# Зоолатрія
Зоолатрія (від грец. ζωον — тварина і λατρεια — служіння, культ), теротеїзм, анімалізм — сукупність обрядів і вірувань, пов'язаних з релігійним шануванням тварин. В сучасних гуманітарних науках зоолатрія часто розглядається як одна з первісних форм релігії.
Відомі численні історичні та етнографічні приклади зоолатрії: шанування ведмедя в Північній Америці і Північній Азії, ягуара в Південній Америці, тигра і змії в Південній і Південно-Східній Азії, акули в Океанії, леопарда в Африці, вовка в Європі тощо.

## Витоки зоолатрії
Коріння зоолатрії сягають глибокої давнини, коли первісні мисливці здійснювали магічні обряди, сподіваючись з їх допомогою домогтися успіху в промислі і захистити своє життя від небезпечних хижаків. Про це свідчать наскельні малюнки, виявлені в мустьєрських і палеолітичних печерах. Матеріалістична наука пояснює походження зоолатрії безсиллям первісної людини в боротьбі з природою.
Зоолатрія взаємопов'язана з іншими формами первісної релігійності, в першу чергу — з тотемізмом. Культ тварин-предків був одним з найбільш ранніх релігійних культів людства. У деяких народів тварини вважалися не тільки засновниками роду, а й учасниками творіння Всесвіту. Так, згідно міфології айнів, поділ суші, води і неба було здійснено за завданням верховного бога Пасі каму плискою, а за переказами індіанців хайда світ і зовсім виник від криків ворона.

## Зоолатрія в різних культурах
Зоолатрія була широко поширена в Стародавньому Єгипті: кожне плем'я (згодом область — ном) шанувало свого покровителя — тварину (культ бика Апіса в Мемфісі, кішки Баст в Бубастісі, сокола Хора в Едфу і Летополісі). У єгипетській релігії Нового і Пізнього царств і ряді інших політеїстичних релігій Стародавнього світу, зокрема — в релігії Стародавньої Греції пережитки зоолатрії проявлялись в тварин атрибутах божеств (орел у Зевса, сова у Афіни, лань у Артеміди тощо). За зауваженням Г. В. Плеханова, «Коли твариноподібні (зооморфічні) уявлення про бога поступаються місцем людиноподібним, тоді тварина, колишній перший тотем, стає так званим атрибутом. Відомо, наприклад, що у стародавніх греків орел був атрибутом Зевеса, сова — атрибутом Мінерви, тощо».

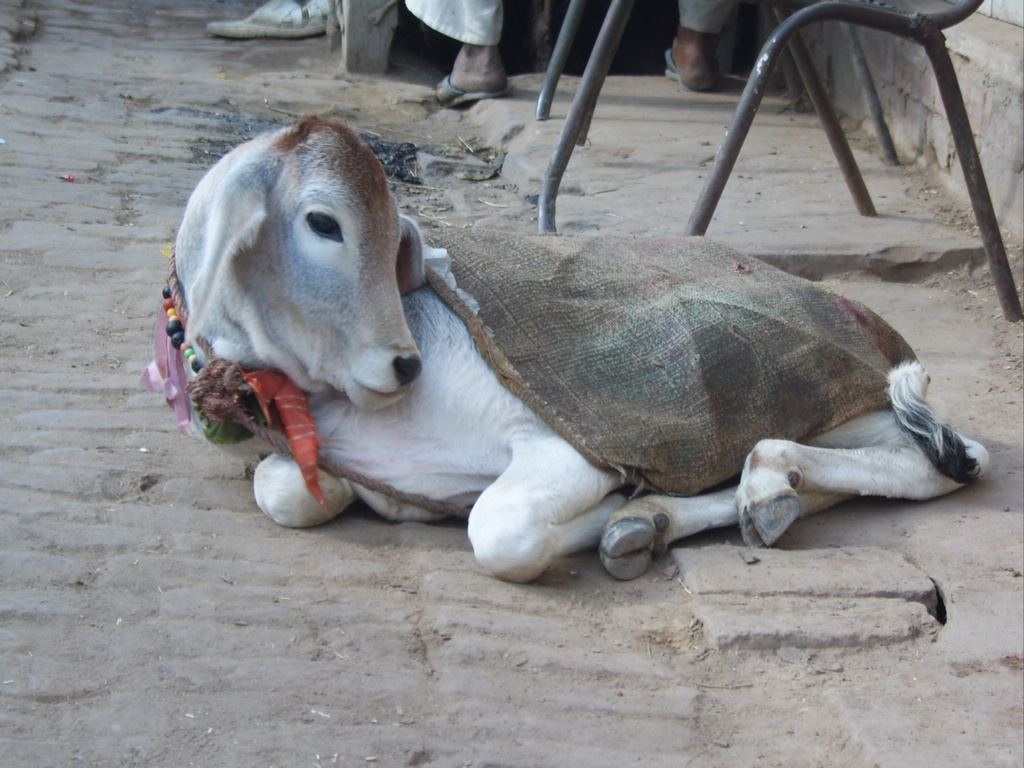
Священна корова на вулиці Вріндавана (сучасна Індія)

Зовнішні риси зоолатрії простежуються в християнстві: Ісус Христос — агнець (ягня, козеня) і риба, Ісус Навин — «син риби». Святий Дух присутній в Біблії в образі голуба. В іконографії апостолів-євангелістів зображували з тваринами і у вигляді тварин: Марко — крилатий лев, Іван — орел, Лука — бик. Важливо розуміти, що йдеться лише про зовнішні риси, бо внутрішньо християнство ніякого відношення до зоолатрії не має. Якщо ще раз прочитати визначення терміна, то можна побачити, що йдеться про релігійне пошанування тварин, але у християнстві ми цього не прослідковуємо. Тварини у християнстві служать лише образами. Наприклад, Христос є справді Агнець, але цей образ походив зі Старого завіту, де в жертву приносили молодого агнця, який образно брав на себе гріхи всього народу. Тому Христос-Агнець є прообразом цієї несправедливої жертви, бо він бере на себе гріхи всіх. Щодо образу євангелістів, то корінь знаходиться у книзі Єзекиїла, який мав видіння чотирьох образів однієї істоти: людина, лев, телець, орел.
В даний час зоолатрія в чистому вигляді зберігається в деяких країнах Азії і Африки. Наприклад, в Індії має місце шанування корови, змії, мавпи, гавіала тощо. Корова визнається священною твариною більшістю індійців, а в релігійному житті окремих етнічних груп її молоко до того ж грає міфологічну і ритуальну роль сакрально чистого напою. Шановані тварини часто проживають при індуїстських храмах, які нерідко присвячені їм самим (або божествам і святим, чиїми втіленнями вони виступають). Так, в Дешноці на північному заході Індії при храмі Карні Мата проживає безліч щурів, що вважаються інкарнаціями місцевих жителів. Свідоме заподіяння шкоди священним (як, втім, і іншим) тваринам в індійському суспільстві вважається тяжким проступком і карається на законодавчому рівні. Варто згадати і той факт, що значна кількість послідовників індуїзму, джайнізму і буддизму дотримуються обітниці агімси, що передбачає зобов'язання ніколи не здійснювати насильницьких дій щодо будь-яких живих істот.
В Африці зоолатрія поширена досить широко, причому за своїм походженням вона далеко не завжди пов'язана з тотемізмом (для класичних форм якого поклоніння тотему взагалі відсутня). Особливим шануванням тут користується леопард, зв'язок культу якого з тотемізмом простежується лише в ряді районів (так, в Дагомеї леопард вважався тотемом королівського клану).